# Údolí stínů
Údolí stínů (v anglickém originále We Were Soldiers) je americký válečný film z roku 2002. Režisérem filmu je Randall Wallace. Hlavní role ve filmu ztvárnili Mel Gibson, Madeleine Stowe, Greg Kinnear, Sam Elliott a Chris Klein.

## Děj
V roce 1954 je francouzská jednotka Groupe Mobile 100 během první války v Indočíně přepadena Viet Minhem. Velitel Nguyen Huu An nařídí: „Zabíjejte všechny, co pošlou – a přestanou přicházet.“
O jedenáct let později, během války ve Vietnamu, je podplukovník Hal Moore pověřen velením nové jednotky. Po příjezdu do Vietnamu se dozví, že americká základna byla napadena, a dostane rozkaz pronásledovat útočníky. Bez přesných informací o nepříteli vede Moore svou leteckou kavalerii do údolí Ia Drang. Zajatý průzkumník prozradí, že zde sídlí severovietnamská divize o 4 000 mužích.
Poručík Herrick se svým oddílem sleduje dalšího průzkumníka, ale padnou do léčky. Herrick i jeho důstojníci zemřou, zbytek vojáků se ocitne v obklíčení. Seržant Savage převezme velení a udrží pozici díky dělostřelectvu a krytí během noci.
Moore mezitím zabezpečuje slabá místa a s pomocí dělostřelectva, minometů a vrtulníků drží nepřítele na uzdě. Severovietnamci spustí masivní útok. V USA mezitím Julia Moore, manželka Hala Mooreho, převezme informování pozůstalých, když armáda začne používat taxikáře k doručování oznámení o úmrtí.
Když je situace kritická, Moore nařídí letecký úder „Broken Arrow“ – veškeré dostupné letectvo útočí i na cíle blízko vlastních jednotek. Útok zastaví nepřítele, ale způsobí i ztráty mezi Američany. Herrickova jednotka je zachráněna.
Po konsolidaci sil Moore odrazí poslední útok a spolu s vrtulníky vedenými majorem Crandallem zničí zbytek nepřátel. Huu An nařídí ústup a Moore s posledním vrtulníkem opouští údolí až po evakuaci všech vojáků.
Později Huu An prohlásí, že Američané si budou myslet, že vyhráli – a že se z války stane americká. Přistávací zóna byla brzy po odletu znovu obsazena Severním Vietnamem. Moore pokračoval v boji na jiném místě a po roce se bezpečně vrátil domů. V závěru filmu navštěvuje památník padlých ve Vietnamu a vzpomíná na vojáky, kteří padli u Ia Drangu.

## Obsazení
| Mel Gibson       | Hal Moore         |
| Madeleine Stowe  | Julia Moore       |
| Greg Kinnear     | Bruce P. Crandall |
| Sam Elliott      | Basil L. Plumley  |
| Chris Klein      | Jack Geoghegan    |
| Luke Benward     | David Moore       |
| Taylor Momsen    | Julie Moore       |
| Devon Werkheiser | Steve Moore       |
| Barry Pepper     | Joe Galloway      |